# М’який гібрид
М'які гібриди (також відомі як гібриди з електроприводом, гібридні транспортні засоби з акумуляторною батареєю або BAHV) — це, як правило, автомобілі з двигуном внутрішнього згоряння (ДВЗ), оснащеним електричною машиною (один двигун/генератор у паралельній гібридній конфігурації), що дозволяє вимикати двигун. щоразу, коли автомобіль рухається накатом, гальмує або зупиняється, а потім швидко перезапускається, коли знову потрібна потужність. М'які гібриди можуть використовувати рекуперативне гальмування та певний рівень посилення двигуна внутрішнього згоряння (ДВЗ), але м'які гібриди не мають лише електричного режиму руху.

## Огляд
Електродвигун м'якого гібрида забезпечує більшу ефективність завдяки використанню єдиного пристрою, який, по суті, є інтегрованим стартером/генератором змінного струму, який іноді називають агрегатом генератор-двигун. У типовій системі м'якого гібрида для живлення невеликої батареї використовується двигун-генератор із ремінним приводом, який приводиться в дію від двигуна. Генератор також живиться через рекуперативне гальмування, що дозволяє енергію, яка інакше розсіювалася б у вигляді тепла, повторно захоплювати та відновлювати для використання в живленні автомобіля. Невелика допоміжна потужність, створена м'якими гібридними системами, може допомогти доповнити ДВЗ на низькій швидкості або впоратися з вимогами функції запуску/зупинки двигуна. Транспортні засоби, обладнані системою м'якого гібриду, зазвичай спостерігають підвищення економії палива на 0,4–1.7 км/л (1–4 милі на галон) порівняно з аналогічними моделями без цієї технології.
М'які гібриди не вимагають такого самого рівня заряду батареї та не досягають такого ж рівня покращення економії палива, ніж повні гібридні моделі. Одним із прикладів є Chevrolet Silverado 2005-07, Parallel Hybrid Truck (PHT), повнорозмірний пікап з одним 7 кВт., 3-фазний електродвигун потужністю кВт, встановлений у кожусі між двигуном і звичайною трансмісією 4L60E. Компанія Chevrolet змогла на 10 % підвищити економічність палива Silverado у місті, вимкнувши та перезапустивши двигун за потреби, а також зменшивши паразитне навантаження аксесуарів. Проте PHT не мав функцій підсилювача або повністю електричного «електромобіля» (EV), а також дуже обмежені функції рекуперативного гальмування.

## Переваги і недоліки
Порівняно з повністю гібридним транспортним засобом, м'які гібриди можуть надати деякі переваги застосування гібридних технологій, з меншою втратою ваги, яка виникає при встановленні повної гібридної послідовно-паралельної трансмісії. Економія палива, як правило, буде нижчою, ніж очікувалося, при використанні повністю гібридної конструкції, оскільки конструкція не забезпечує високого рівня рекуперативного гальмування або обов'язково сприяє використанню менших, легших і ефективніших двигунів внутрішнього згоряння.

## Приклади

### General Motors
М'які гібриди General Motors, включаючи паралельну гібридну вантажівку (PHT), а також численні автомобілі та позашляховики, обладнані гібридною системою BAS, часто використовують систему від 36 до 48 вольт для забезпечення живлення, необхідного для запуску двигуна, а також джерело потужності, щоб компенсувати живлення зростаючої кількість електронних аксесуарів на сучасних автомобілях. М'яка гібридна система ремінного стартера генератора змінного струму (BAS) від GM використовує пасову передачу для запуску двигуна внутрішнього згоряння (ICE) через його мотор-генераторний блок (MGU), а потім після запуску двигун приводить в рух 14,5 кВт мотор-генератор для зарядки акумуляторів. Гібридна система BAS також використовує рекуперативне гальмування для поповнення батареї системи 36 В і може забезпечити помірний рівень підсилювача. За даними EPA, Saturn Vue Greenline 2009 року, оснащений гібридною системою BAS, забезпечує на 27 % кращу економію палива порівняно з негібридною версією (FWD 4cyl).

### Honda
Інтегрована система підтримки двигуна Honda безпосередньо підключає безщітковий двигун постійного струму між маховиком і трансмісією, забезпечуючи як допомогу під час прискорення, так і регенерацію під час руху накатом/гальмування. Він випускався з різною напругою та потужністю, залежно від розміру та ваги транспортного засобу. Моделі, оснащені вбудованою системою допомоги двигунам, включають Honda Insight (1999—2006, 2009—2014), Honda Jazz (2011–), Honda Civic (2003—2015), Honda Accord (2005—2007) і CR-Z (2010—2016).

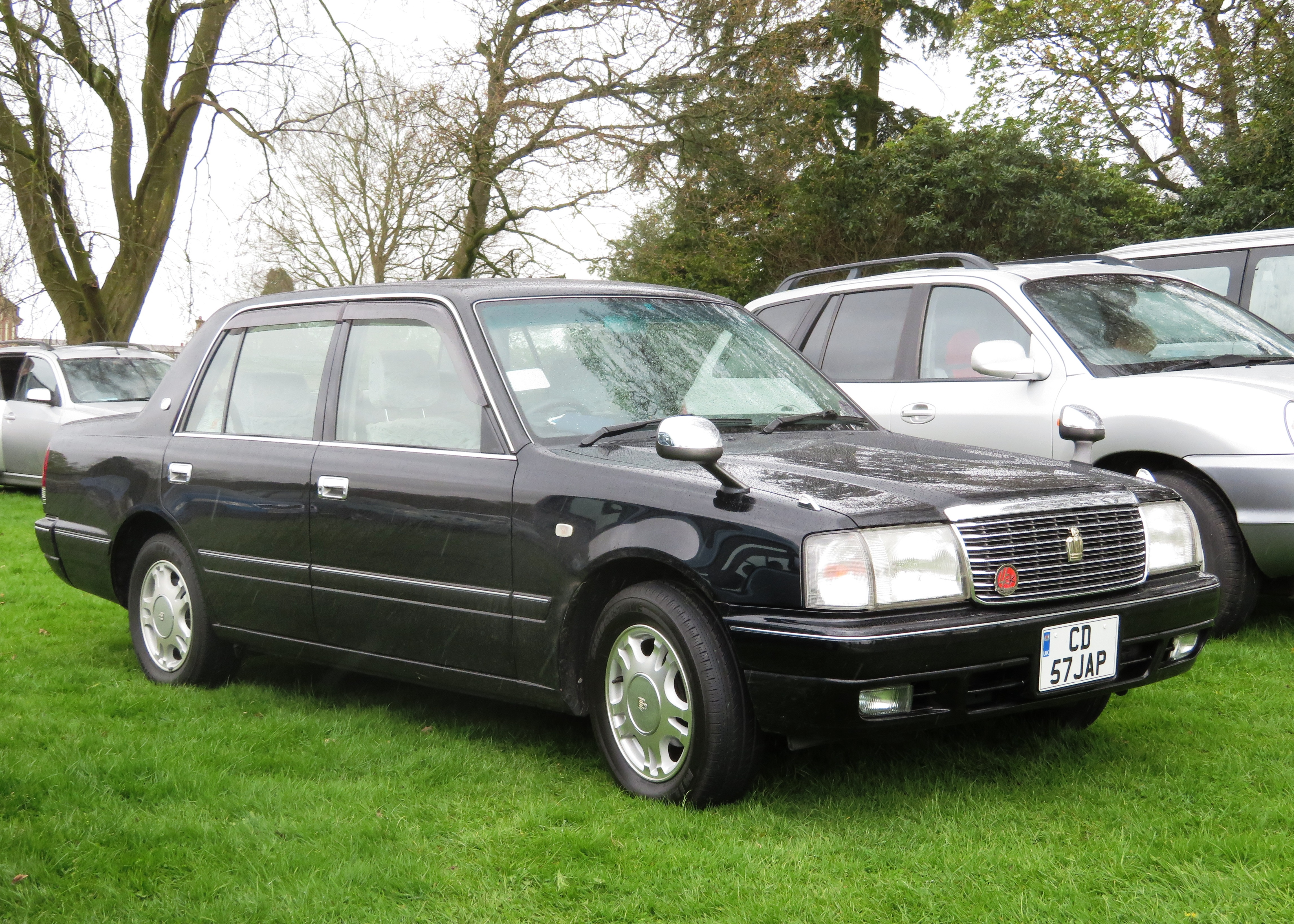
Toyota Crown Sedan Super Deluxe Mild Hybrid

Під час Олімпійських ігор 2008 року в Пекіні в серпні китайський виробник автомобілів Chang'an Motors поставив ряд автомобілів з гібридним приводом як таксі для спортсменів і глядачів. Силова електроніка для «м'якого гібридного» приводу була поставлена компанією Infineon.
З 2002 по 2008 рік компанія Toyota продавала на внутрішньому японському ринку середню гібридну версію седана Crown Sedan середнього розміру. Економія палива була збільшена в порівнянні зі стандартним 2.0 Рядний 6-літровий бензиновий агрегат. Тепер Toyota продає повну гібридну версію повнорозмірної моделі Crown під своїм брендом Hybrid Synergy Drive.
Усі автомобілі MINI та BMW, які продаються в Європі, оснащені 4-циліндровими двигунами з механічною коробкою передач.
Citroën пропонує систему зупинки та старту на своїх моделях C2 та C3. Концепт-кар C5 Airscape має покращену версію, додавши функції рекуперативного гальмування та підтримки тяги, а також ультраконденсатори для буферизації енергії.
У 2004 році VW привіз два концептуальні автомобілі з м'яким гібридом до Шанхаю для змагань Challenge Bibendum.
У 2016 році Suzuki анонсувала Suzuki Baleno з інтегрованою технологією SHVS на новій платформі Suzuki HEARTECT . Suzuki має досвід використання цієї м'якої гібридної технології на своєму Suzuki Ciaz.